# ليلة عيد الميلاد
عشية الميلاد أو عشية عيد الميلاد أو ليلة عيد الميلاد تصادف يوم 24 ديسمبر لدى الطوائف المسيحية الغربية، وفي 6 يناير لدى الطوائف المسيحية الشرقية، وهي الليلة قبل عيد الميلاد، الاحتفال بعيد ميلاد يسوع.
تعود تسمية عشية الميلاد باسم «ليلة أو عشية»، مع أنها أنها العشية السابقة ليوم عيد الميلاد، إلى أنه في التقويم اليهودي القديم كان يتحول فيه اليوم عند غروب الشمس. ولهذا فإن يوم عيد الميلاد يبدأ بعد غروب شمس اليوم السابق لعيد الميلاد (على النظام الشمسي) ولهذا سميت باسم عشية الميلاد.
يتم الاحتفال بعشية الميلاد في العديد من دول العالم، حيث ترتبط عشية الميلاد بعشاء عشية الميلاد وشخصية بابا نويل المعروف بقصصه الشهيرة لتوزيع الهدايا على الأطفال.

## التقاليد الدينية

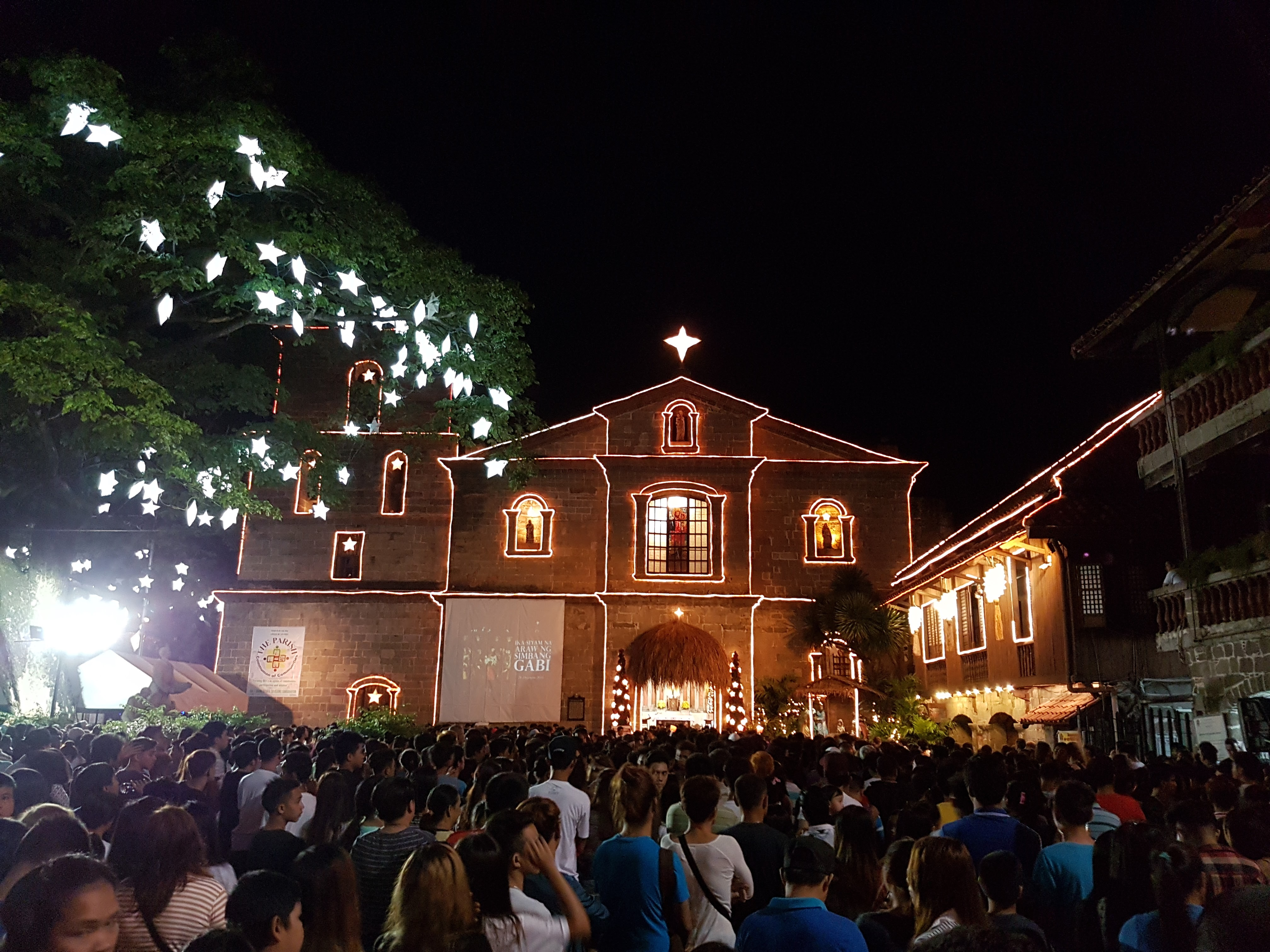
كنيسة "لاس بيناس" أثناء الاحتفال بسيمبانج جابي.

### الكنائس الغربية

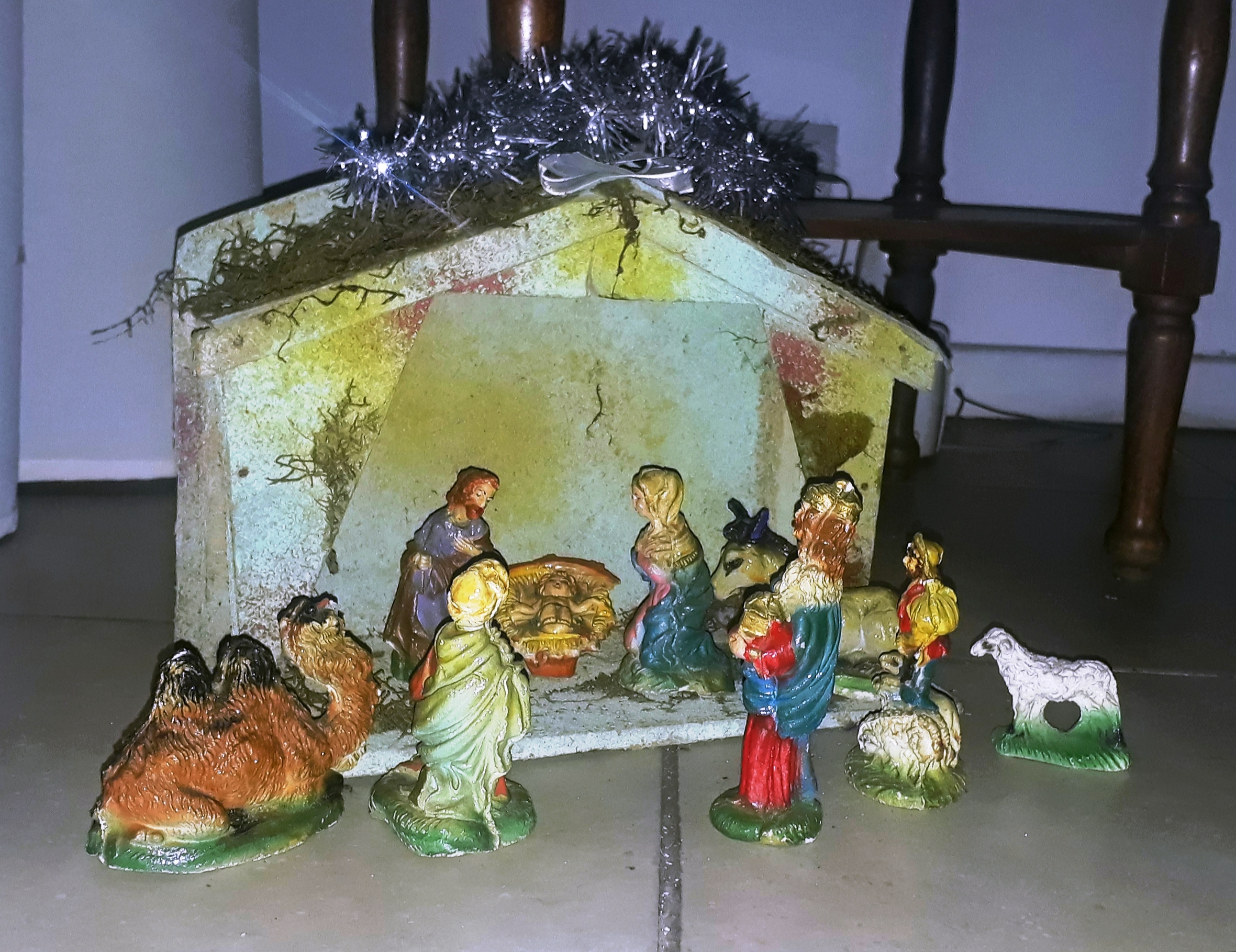
مشهد المهد.

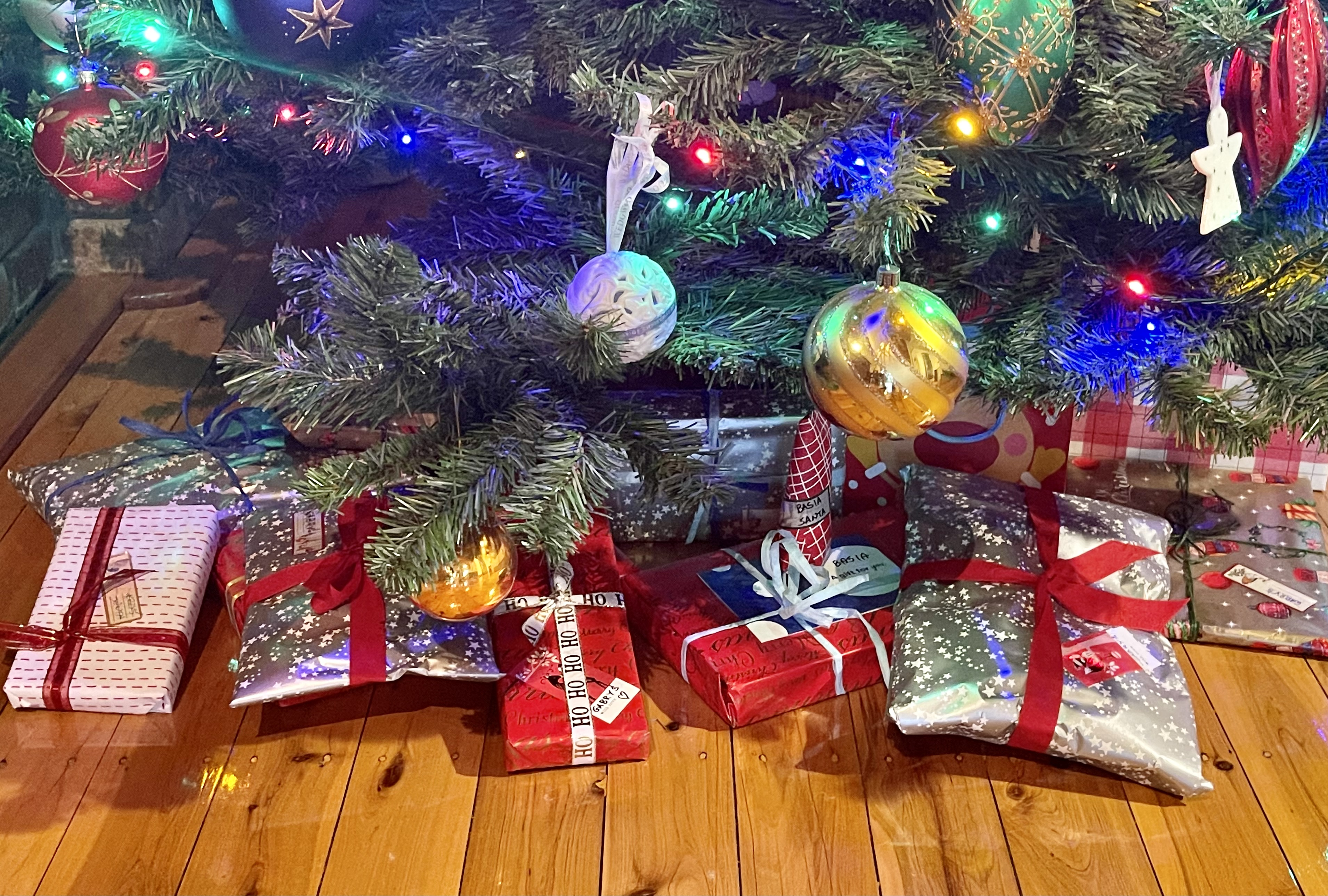
هدايا عيد الميلاد

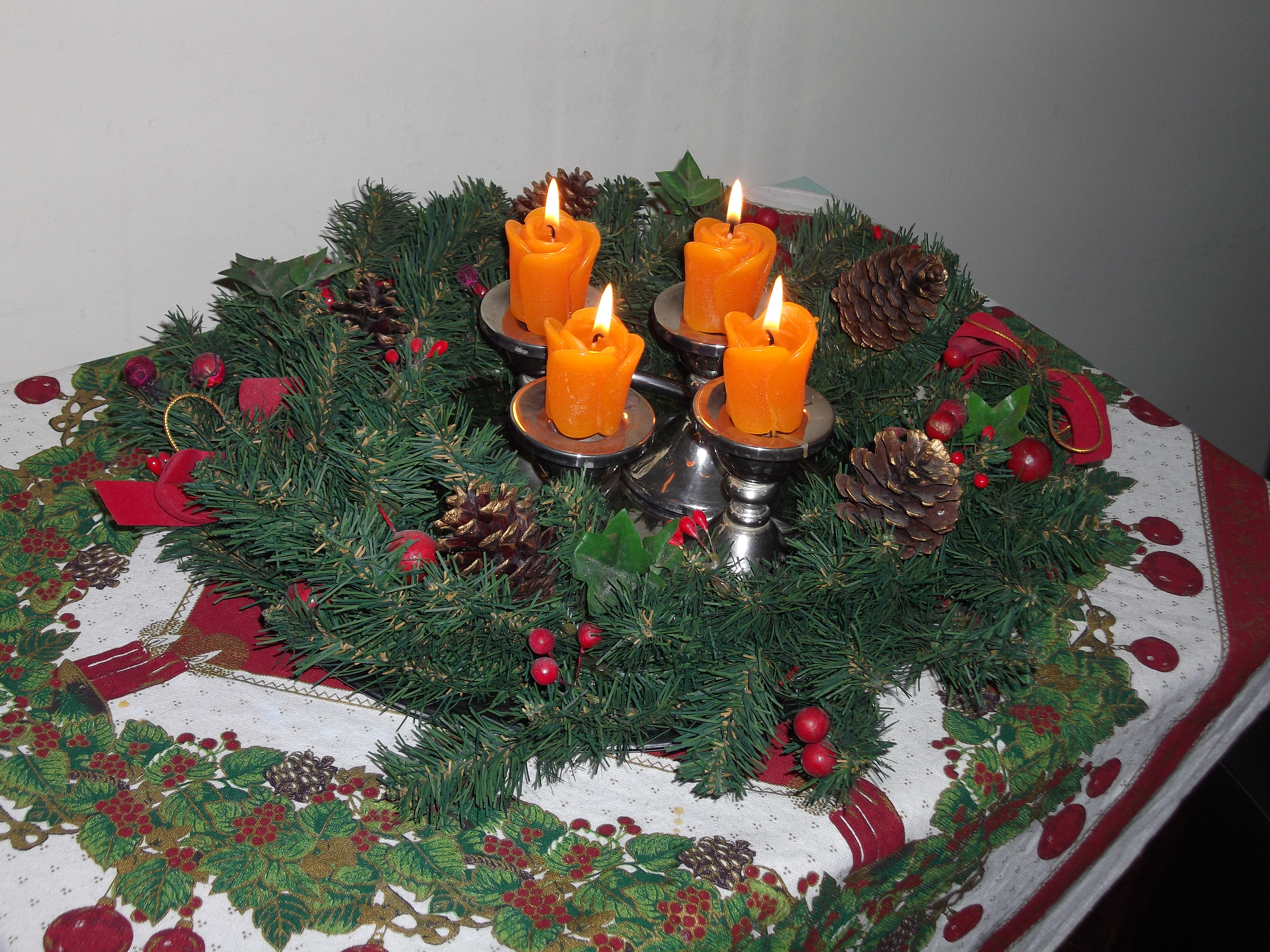
أكليل الورد وشموع.

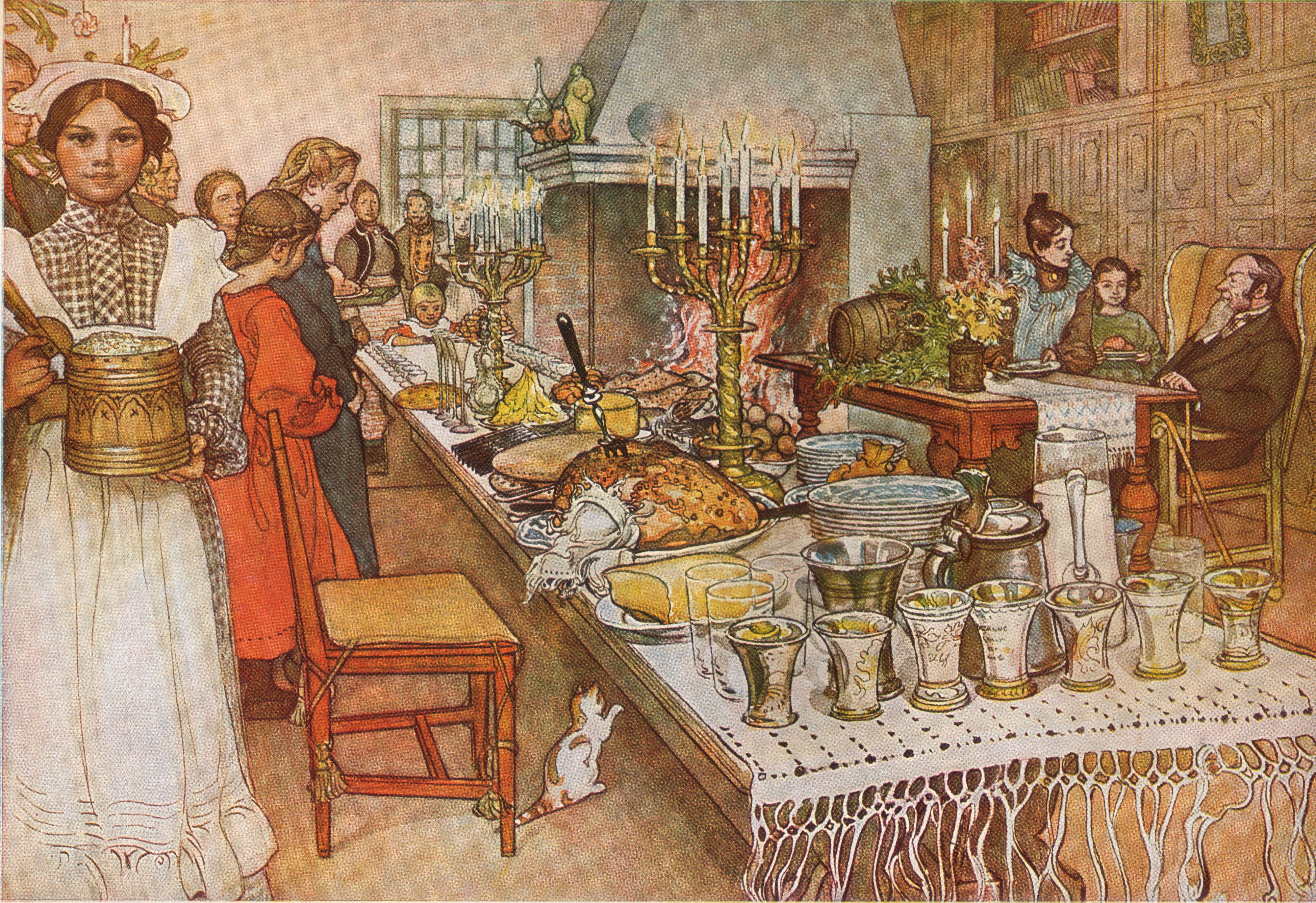
ليلة الميلاد، بريشة كارل لارسون.

يحتفل الروم الكاثوليك والأنجليكان التابعون للكنيسة العليا عادة بقداس منتصف الليل، والذي يبدأ إما في منتصف الليل أو قبل منتصف الليل في عشية الميلاد.
تتم المراسم في الكنائس في جميع أنحاء العالم للاحتفال بمولد المسيح الذي يُعتقد أنه ولد في الليل. ويحظى قداس منتصف الليل بشعبية في بولندا ويسمى «باستركا» وفي لتوانيا "piemenėlių mišios". يُشار أحيانًا إلى قداس منتصف الليل باسم «ميسا دي جالو» في المناطق الناطقة بالإسبانية. وفي الفلبين يسمى«سيمبانج جابي» والذي يستمر لتسعة أيام من 16 ديسمبر يوميا حتى عشية الميلاد.
قد يُقام مشهد المهد، ويتكون من تماثيل تصور يسوع الرضيع الذي يستريح في المهد، والسيدة مريم، وجوزيف. وقد يتضمن المشهد ملائكة، ورعاة، وحيوانات مختلفة. وأحيانًا لا يتم وضع المجوس الثلاثة في المشهد حتى الأسبوع التالي لعيد الميلاد لاحتساب وقت سفرهم إلى بيت لحم. تصنع التماثيل من أي مادة وتُرتب في إسطبل أو مغارة.
يحتفل الميثوديون بطرق مختلفة، فيذهب البعض إلى كنيستهم في وقت مبكر من المساء للاحتفال بالتناول (أفخارستيا) مع عائلاتهم. الأجواء مهيبة جدا، والضوء الوحيد المرئي هو ضوء الشموع وأكليل الورد على مائدة التناول.

## تقديم الهدايا
أثناء الإصلاح في أوروبا في القرنين السادس عشر والسابع عشر، قام العديد من البروتستانت بتغيير جالب الهدايا إلى الطفل يسوع أو كريستكيندل، وتغير ميعاد تقديم الهدايا من 6 ديسمبر إلى عشية الميلاد. في النمسا وكرواتيا والتشيك والمجر وسلوفاكيا، يقدم القديس نقولا هداياه في السادس من ديسمبر، والطفل يسوع هو مقدم هدايا عيد الميلاد.
يتم عادة تبادل الهدايا مساء 24 ديسمبر في معظم أنحاء النمسا وألمانيا والتشيك وبولندا والمجر وسلوفاكيا وسويسرا. يُقال للأطقال أن الكريستكيندل أو بابا نويل أحضر الهدية، ولكن لا تتبع كل العائلات ذلك. وفي ألمانيا، يجلب القديس نقولا الهدايا مع مساعده كنيشت روبريخت.

## عشية الميلاد حول العالم
يُحتفل بعشية الميلاد في طرق مختلفة في جميع أَنحاء العالم تتفاوت حسب المنطقة والبلد. العناصر المشتركة في هذا الاحتفال في مناطقَ عديدة في العالم تشمل حضور الشعائر الدينية الخاصة بهذه المناسبة، مثل قداس منتصف الليل أو صلاة الغروب وتبادل الهدايا مع الأقارب والمعارف. تعتبر فترة عيد الميلاد من أهم الفترات في التقويم المسيحي وغالبا ما ترتبط ارتباطا وثيقا بأعياد أخرى خلال هذا الوقت من السنة وتتضمن عيد البربارة وعيد الحبل بلا دنس وعيد القديس ستيفينس وعيد القديس نيكولاس ورأس السنة الميلادية الجديدة وعيد الغطاس.
إن العدد الكبير من سفر العطلات والسفرإلى منازل العائلة في الفترة التي تسبق عيد الميلاد بين الميسحيين وكذلك غير المسيحيين ممن يحتفلون بعيد الميلاد، يعني أن عشية الميلاد هي أيضًا وقت مناسبات اجتماعية وحفلات في جميع أنحاء العالم.